# Freddie Keppard
Freddie Keppard est un cornettiste et chef d'orchestre américain (La Nouvelle-Orléans, 27 juillet 1890 - Chicago, 15 juillet 1933).

## Discographie
- 1926 : Stock Yards Strut
- 1926 : Salty Dog
- 1926 : Here Comes The Hot Tamale Man
- 1927 : Stomp Tim Blues
- 1927 : It Must Be The Blues